# Вакцинація

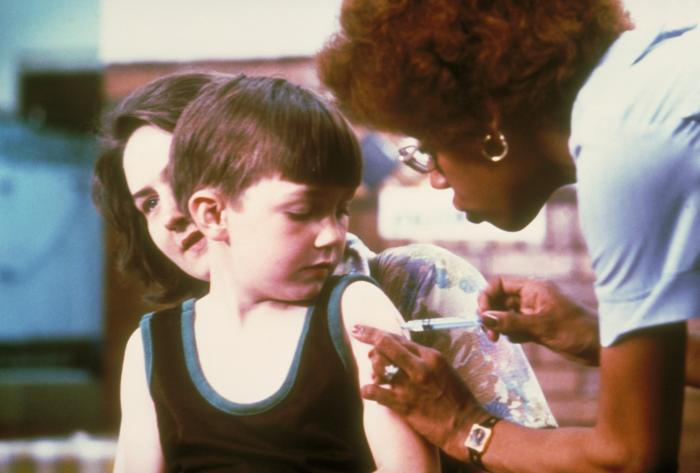
Вакцинація

Вакцина́ція (англ. vaccination) або ще́плення — введення антигенного матеріалу з метою породити імунітет до інфекційної хвороби, який запобігає зараженню або ослаблює його негативні наслідки.

## Статус
Як антигенний матеріал використовують:
- живі, але ослаблені штами мікроорганізмів або вірусів;
- убиті (інактивовані) мікроорганізми;
- очищений матеріал, наприклад білки мікроорганізмів;
- синтетичні вакцини.

За даними Європейського регіонального бюро Всесвітньої організації охорони здоров'я, планова імунізація проти поліомієліту, правця, дифтерії, коклюшу, кору і епідемічного паротиту щороку рятує життя і здоров'я 3 мільйонам дітей у світі. А за допомогою нових вакцин, які буде розроблено в найближчих 5-10 років, можна буде запобігти загибелі ще 8 мільйонів дітей на рік.[джерело?].

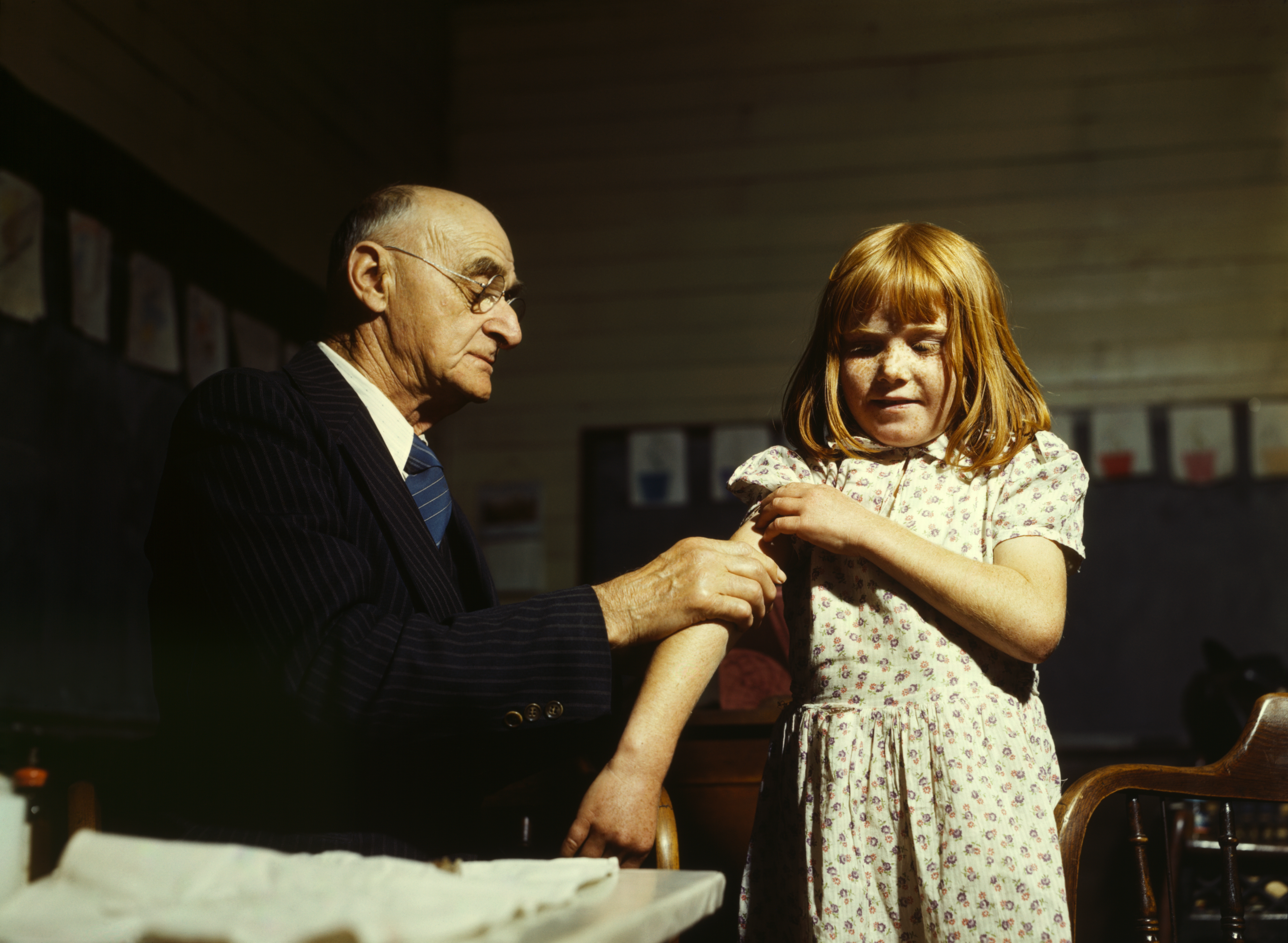
Доктор Шрайбер з Сент-Августина, штат Техас, робить щеплення від черевного тифу в сільській школі. Квітень 1943 року, США.

## Історія
Дієвість вакцинації було вперше виявлено народною медициною. З давніх часів в Індії і Китаї застосовували інокуляцію — щеплення рідиною з пустул хворих на легку форму натуральної віспи. Вадою інокуляції було те, що з інокуляційним матеріалом вводився патогенний неослаблений вірус, що інколи призводило до летальних випадків.
В Англії існувала прикмета, що доярки, які перехворіли на коров'ячу віспу (яка не є небезпечним для людини захворюванням), ніколи не захворюють на натуральну віспу, яка свого часу була поширеним смертельним та таким що призводить до неповносправності, інфекційним захворюванням людей.

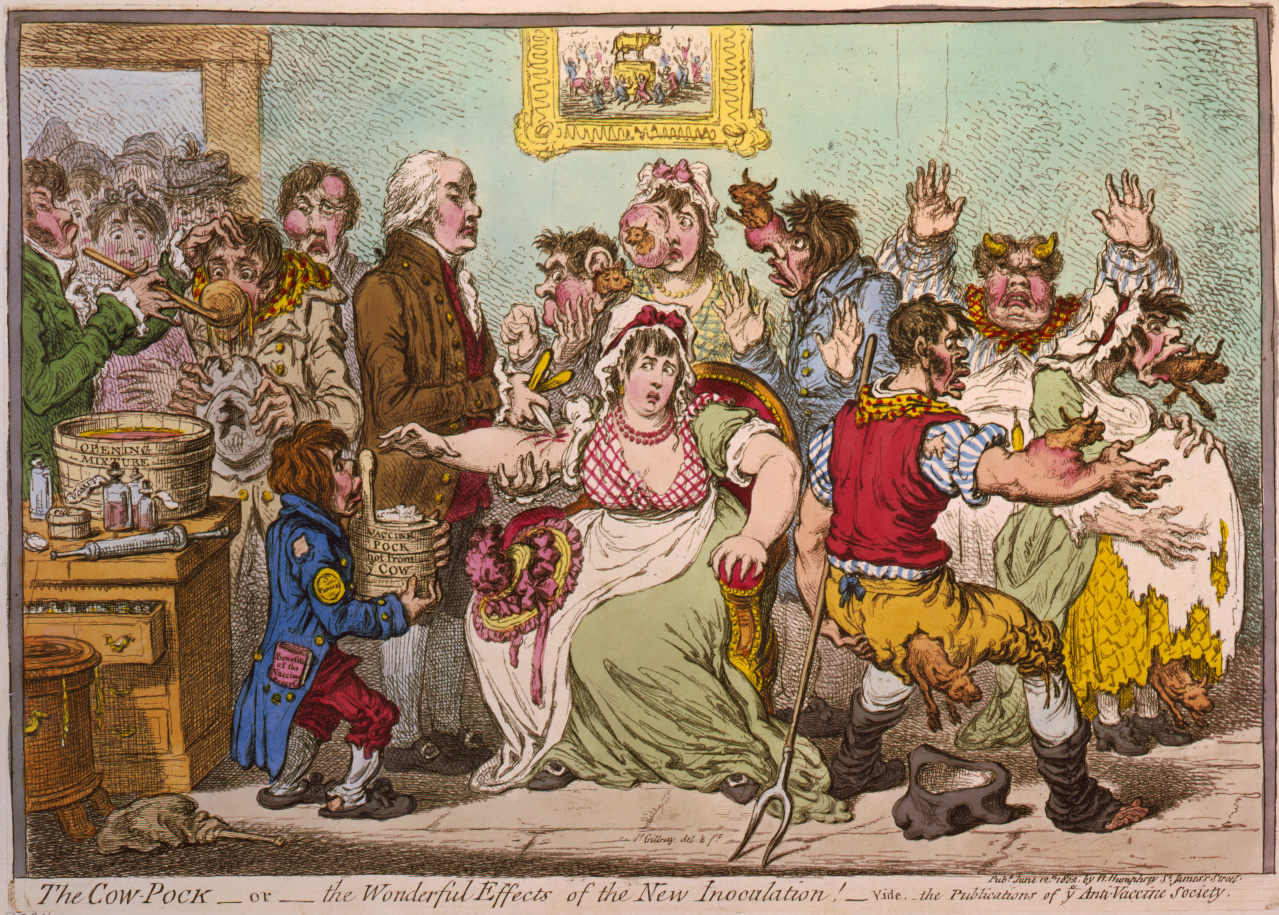
Едвард Дженнер вакцинує людей, які бояться, що через це у них з'являться корово-подібні відростки. Карикатура 1802 року.

Англійський лікар Едвард Дженнер вирішив перевірити правильність цієї прикмети своїми дослідженнями, і повністю підтвердив її вірність. 14 травня 1796 року Дженнер прищепив вміст пухирця коров'ячої віспи 8-річному Джеймсу Фіппсу, а через півтора місяця — вміст пухирця від хворого на натуральну віспу — і хлопчик не захворів, тобто Дженнер зробив хлопчикові інокуляцію вірусу коров'ячої віспи. Сам Дженнер переніс інокуляцію вірусу натуральної віспи у 8-річному віці й, маючи імунітет від неї, на собі перевірити правильність своєї гіпотези не міг. Так було дослідно доведено можливість відносно безпечних профілактичних щеплень.
Проте, у той час даний метод мав обмежені можливості, оскільки він засновувався на випадковості, що полягає в існуванні в природі двох споріднених хвороб різної сили. Лише сто років по тому французькому мікробіологу Луї Пастеру вдалося цілеспрямовано зменшити патогенність збудників інших захворювань і приготувати з них препарати для щеплень. У 1881 році він створив захисні препарати проти сибірки, а 1885 року — проти сказу.
Саме Луї Пастер запропонував називати такі препарати вакцинами, а процедуру їхнього використання — вакцинацією (від лат. vacca — корова).

## Побічні ефекти й ускладнення
Побічні ефекти й ускладнення у різних вакцин різні. Найчастіше спостерігають слабо виражені реакції: помірне підвищення температури тіла, почервоніння і біль у місці ін'єкції. У дітей часто спостерігають тривалий плач, погіршення апетиту. Як у будь-якого чужорідного матеріалу можливі алергійні реакції, зокрема (рідко) — набряк Квінке, анафілактичний шок. Деякі живі вакцини здатні спричинити реакції, що нагадують легкий перебіг тих захворювань, для профілактики яких їх вводять. Наприклад, вакцинація від кору, краснухи і епідемічного паротиту в 5 % випадків спричинює нерясний висип.

## Вакцинація в Україні
В Україні профілактичні щеплення проти деяких хвороб є обов'язковими і вносяться до календаря щеплень. Повнолітнім дієздатним громадянам профілактичну вакцинацію проводять за їх згодою після надання об'єктивної інформації про вакцини, наслідки відмови від них та можливі поствакцинальні ускладнення. Особам, які не досягли п'ятнадцятирічного віку чи визнані у встановленому законом порядку недієздатними, вакцинацію проводять за згодою їх об'єктивно поінформованих батьків або інших законних представників. Особам віком від п'ятнадцяти до вісімнадцяти років чи тих, які визнані судом обмежено дієздатними, вакцинацію проводять за їх згодою після надання об'єктивної інформації та за згодою об'єктивно поінформованих батьків або інших законних представників цих осіб. Якщо особа та (або) її законні представники відмовляються від обов'язкової вакцинації, лікар має право взяти у них відповідне письмове підтвердження цього, а в разі відмови дати таке підтвердження, засвідчити це письмовим актом у присутності свідків.

## Відмови від вакцинації і антивакцинаторство

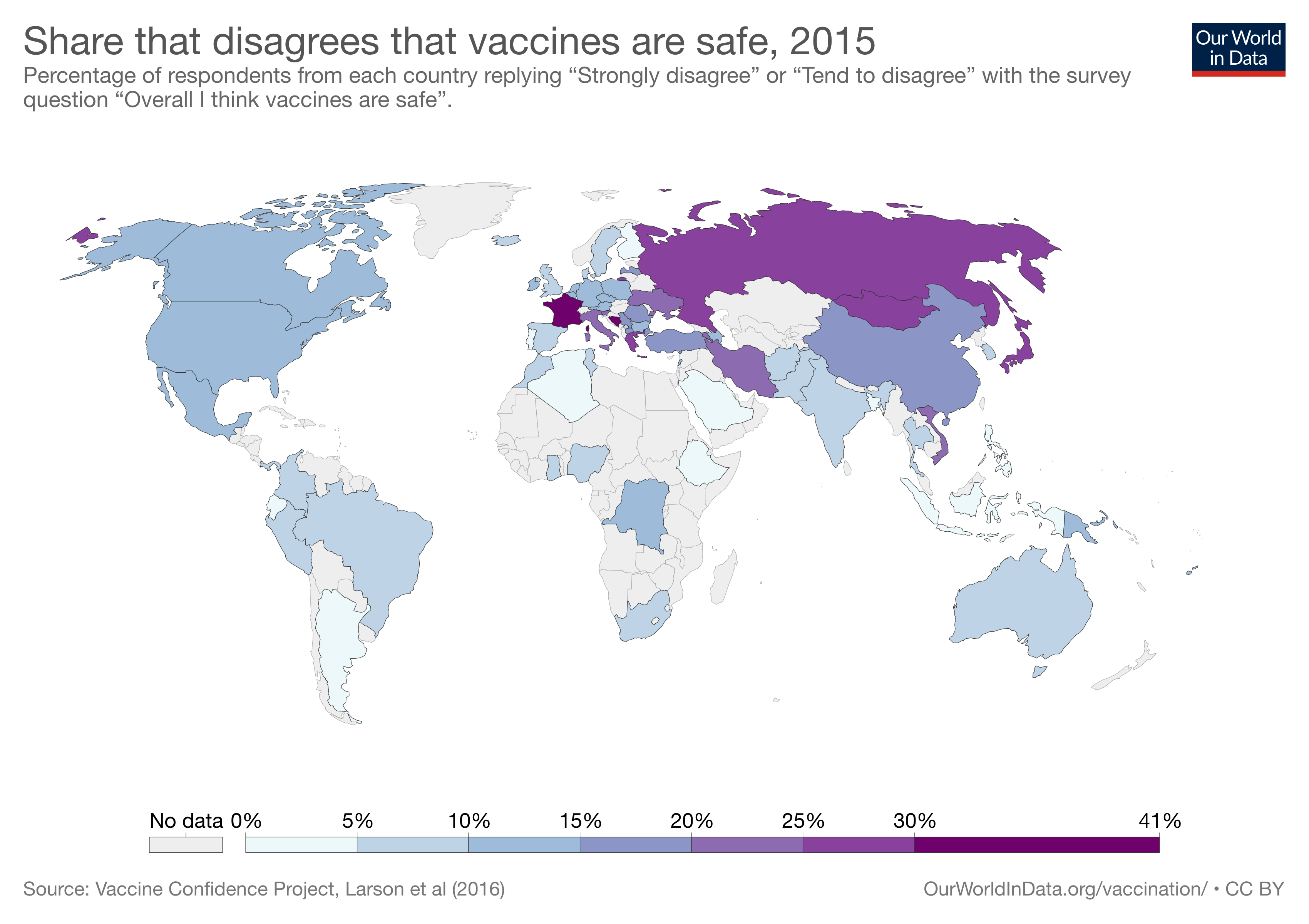
Розгорнуте опитування в 67 країнах із відповіддю на запитання: «Загалом я вважаю, що вакцини безпечні». Це зображення показує розподіл відповідей людей, які зазначили: «Зовсім не згоден» або «Радше не згоден» з попереднім твердженням.

Невдовзі після розробки першої вакцини з'явився і рух антивакцинаторів, які висловлювали сумнів щодо безпеки і ефективності вакцин. Втім, як відзначають експерти ВООЗ, аргументи антивакцинаторів не підтверджуються доказовими науковими даними і відмова від вакцинації на практиці призводить до епідемій (спалах кору в США у 2017 році після 30 років відсутності хвороби стався саме через рух антивакцинаторів) і летальних випадків серед невакцинованих.
Один з псевдопопулярних аргументів противників вакцинації — припущення про вміст в деяких вакцинах різних токсичних речовин, зокрема консерванту тіомерсалу на основі ртуті. Доказів системної токсичної дії вакцинних консервантів (при застосуванні у стандартних дозах) немає. Передбачуваний зв'язок тіомерсалу з розвитком аутизму також не знайшов підтвердження.
Батьки часто побоюються випадків неправильного зберігання, транспортування, вживання вакцин.
У 2017 році в Австралії за відмову від вакцинації більше 140 тис. сімей було позбавлено платежів на народження дитини.
В Україні, починаючи з 2019 року[джерело?], дитячі садки та школи не мають права приймати дітей без вакцинації. Батьки, що відмовилися від вакцинації дітей, мають право обрати альтернативну форму навчання, наприклад, дистанційну чи індивідуальну. Вакцинація в Україні проводиться згідно з Календарем щеплень.
З 08 жовтня 2021 року в Україні почали відсторонювати від роботи осіб, які відмовляються від вакцинації. Перелік відповідних посад затверджено наказом МОЗ № 2153 від 04.10.2021. Через відсутність чіткого механізму відсторонення, виникають невідповідності із законодавством.

## Вакцинопрофілактика і біотероризм

Міжнародний символ біологічної небезпеки

Зазвичай під терміном біотероризмом мають на увазі таємне вживання біологічних засобів з метою уражання людей і створення психологічного впливу на населення в цілому. Найпростіший і небезпечний спосіб біотероризму — використання біологічних засобів, що проникають всередину організму через шкіру, легені або шлунково-кишковий тракт (засоби біотероризму можуть знаходитися в повітрі, воді, їжі та на предметах в місцях масового скупчення населення). В сучасному світі головним джерелом біологічної небезпеки служать збудники інфекційних захворювань, які можуть бути використані як засоби біотероризму.
У 1972 році більшість країн світу ратифікували конвенцію про заборону біологічної зброї. Проте, на даний момент неможливо повністю усунути загрозу вживання цього виду зброї окремими країнами, які ведуть секретні роботи з високовірулентними мікроорганізмами під приводом створення звичайних засобів біологічного захисту. Сучасна історія знає немало випадків викиду вирощених в лабораторних умовах збудників особливо небезпечних інфекцій у довкілля. При цьому найбільшу небезпеку являють мікроорганізми, отримані методами генної інженерії.

## Програми вакцинації

### Натуральна віспа
Натуральна віспа є небезпечним інфекційним захворюванням. Вірус віспи може передаватися безпосередньо від людини до людини повітряно-крапельним шляхом під час кашлю. Симптомами, є висока температура, озноб і характерні пухирі (віспини) майже на всіх частинах тіла. У більш тяжких випадках можлива сліпота, глухота, параліч або пошкодження мозку, а в 30 % випадків — смерть. Послідовна програма вакцинації та контролю Всесвітньої організації охорони здоров'я (ВООЗ) та інших організацій охорони здоров'я, дозволила ВООЗ 1980 року, оголосити світ вільним від натуральної віспи. Передостанній випадок у світі був зареєстрований у 1977 році в Мерці (Сомалі) у нещепленого кухаря. Вакцинувавши понад 50 000 людей у тій місцевості, було запевнено, що звідти не може розвинутися подальша епідемія. Останній смертельний випадок стався 1978 року з британським фотографом Джанет Паркер, яка в лабораторії проводила фотографування вірусу і випадково заразилася. Вакцинація проти натуральної віспи — це щеплення живою вакциною, яка не є цілком вільною від ускладнень і сьогодні більше не проводиться, оскільки немає безпосередньої загрози.

### Поліомієліт
Поліомієліт — інфекційне захворювання, яке передається вірусом поліомієліту. Основним
механізмом передавання вірусу є фекально-оральний, що зумовлено тривалістю виділення вірусу з калом і його велику концентрацію в ньому. Тоді як більшість випадків захворювання мають неускладнений і майже безсимптомний перебіг, 10-20 % мають більш

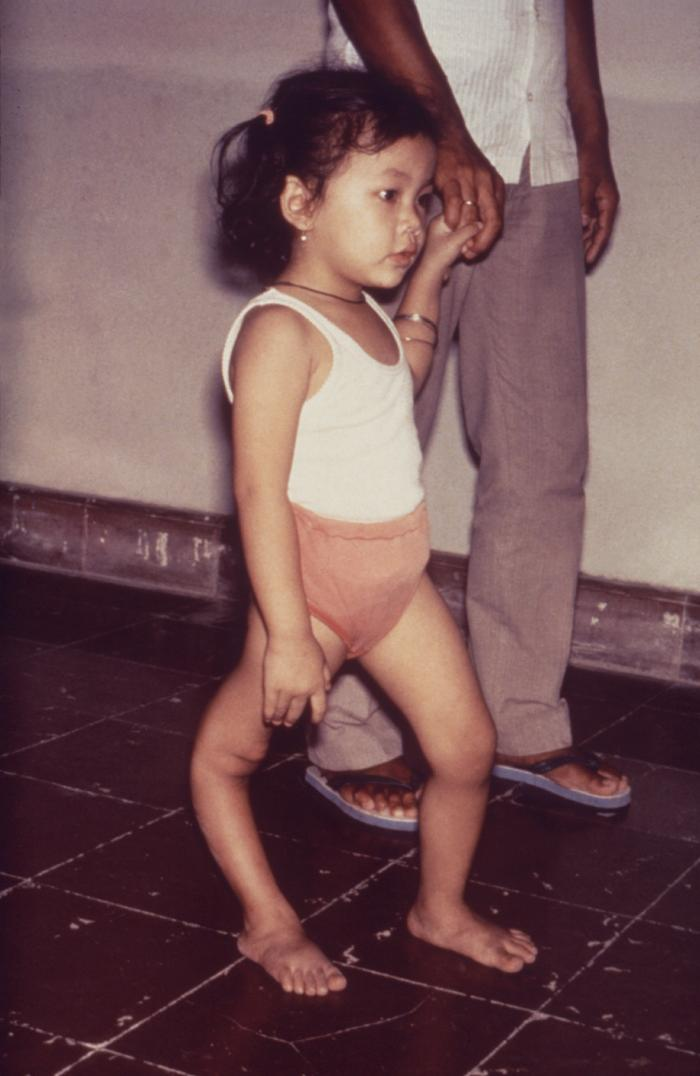
Дівчинка зі спотвореною правою ногою внаслідок поліомієліту.

тяжкий розвиток із сильним головним болем, менінгеальним синдромом, шлунково-кишковими розладами та болем у м'язах. Водночас, у 0,1 % випадках усієї захворюваності поліомієлітом, нервові клітини спинного та/або головного мозку безпосередньо уражаються вірусом: це паралітична форма поліомієліту, за якої виникає постійний параліч. Зокрема, під час останньої великої епідемії в Німеччині в 1952/53 роках, було виявлено щонайменше 15 000 випадків паралітичного поліомієліту. Ця клінічна форма призводить до смерті в 1-4 % випадків. На додаток до таких тяжких наслідків, у приблизно 60 % людей, які раніше були госпіталізовані з приводу гострого поліомієліту, через роки розвиваються після-поліомієлітні симптоми, наприклад, у вигляді сильної втоми, м'язових судом і болю.

#### Історія щеплень в деяких країнах
1961 року Австрія провела потужну загальнонаціональну кампанію масової вакцинації на законній основі, якої раніше не існувало на Заході. 1962 року (у НДР ще 1960 року) оральна вакцинація проти поліомієліту була запроваджена в Німеччині, а також в інших країнах Європи. Уже 1965 року, лише за чотири роки після початку першої кампанії вакцинації, кількість захворювань, засвідчених наприклад у Німеччині, впала до менше ніж 50 нових випадків. Порівняно з 4670 новими випадками, засвідченими 1961 року, це було зменшення на 99 %. Останні два випадки хвороби, спричинені дикими поліовірусами, виникли в Німеччині в 1986 і 1990 роках, останні завезені випадки були виявлені та зареєстровані 1992 року.
У Франції обов'язковість вакцинації проти поліомієліту, була встановлена законом № 64-643 від 1 липня 1964 рокута декількома виконавчими указами, як-от № 65-213 від 19 березня 1965 року.
«Оральна вакцинація» проти поліомієліту стала причиною рідкісного, але серйозного ускладнення від вакцинації: життєздатні, ослаблені вакцинні віруси змогли спричинити вакциноасоційований поліомієліт із частотою 1:890 000 у перше щеплення. Оскільки зараз вірус поліомієліту майже зник з Європи, цей ризик більше не вважався прийнятним. Тож з 1998 року, проти поліомієліту вводиться інактивована вакцина (ІПВ) без ризику побічних ефектів.
1980 року, після офіційної перемоги над натуральною віспою, ВООЗ поставила за мету викорінити поліомієліт у всьому світі. Три з шести регіонів, ВООЗ зараз визнані «вільними від поліомієліту» (Америка 1994 р., Західна частина Тихого океану 2000 р., Європа 2002 р.). Завдяки широким програмам вакцинації поліомієліт також був значною мірою придушений в Африці та Азії. Зараз лише кілька країн вважаються ендемічними щодо поліовірусу (Нігерія, Пакистан, Афганістан). Однак із зменшенням зусиль щодо вакцинації в сусідніх країнах спостерігаються повторні спалахи поліомієліту через завезення, для прикладу 2006 року в Намібії. З січня 2014 року, в Індії поліомієліт вважається знешкодженим.
Оскільки поліомієліт досі не викорінено, небезпека ще не зникла і для Європи. Наприклад, у частині Нідерландів у 1992—1993 рр. — тобто в центрі Європи, загалом вільної від поліомієліту — виникла місцева епідемія поліомієліту, внаслідок якої десятки людей були паралізовані на все життя, а кілька померли протягом кількох тижнів, тобто попри відносно невелике населення, хвороба мала такі важкі наслідки. Частина населення там відмовлялася від будь-яких щеплень з релігійних міркувань. Водночас, ця частина голландського населення так само добре освічена, здорова (осудна) та забезпечена їжею і житлом тощо, як і решта країни. Дослідження вірусу показало, що визначений штам вірусу відповідальний за цей спалах, ймовірно, не був завезений ззовні, а вижив серед невакцинованої популяції. Якщо охоплення вакцинацією проти поліомієліту знизиться, поліомієліт може швидко повернутися до Європи.

#### Україна

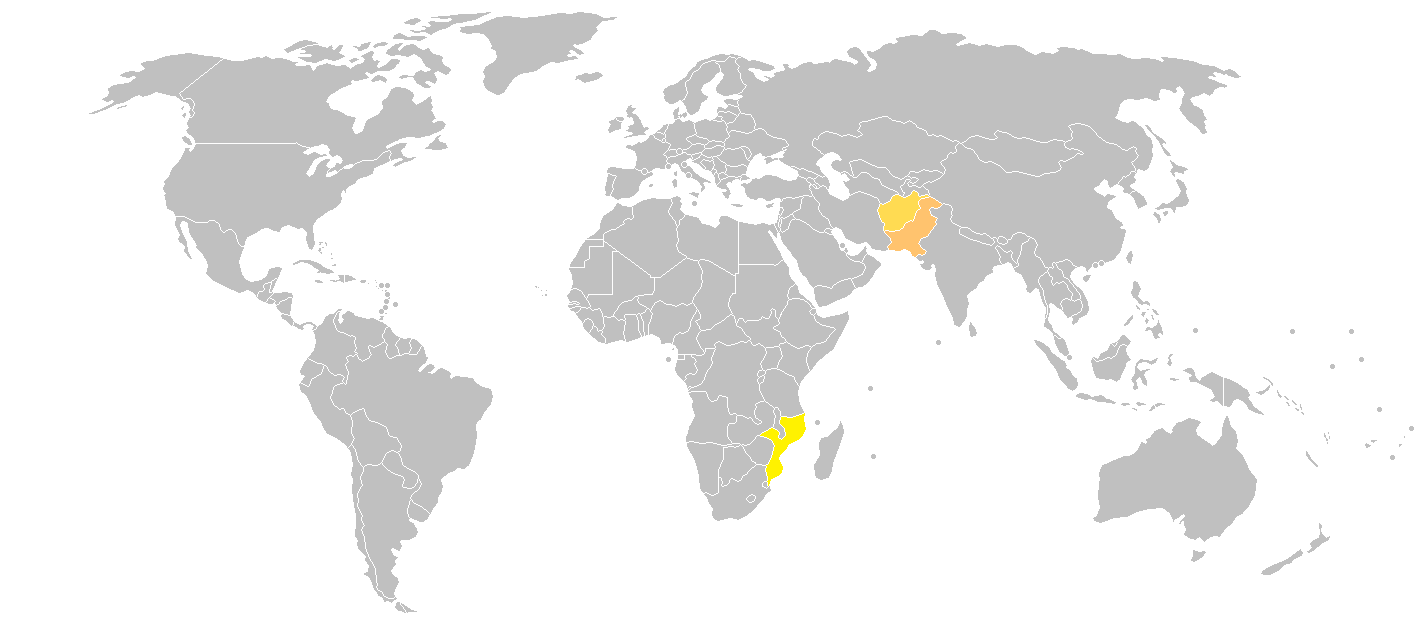
Жовтень 2022: виникнення поліомієліту у світі. Сіре - немає дикого вірусу. Св. жовте - від 1 до 10 підтверджених випадків. Коричневе - від 21 до 30 підтверджених випадків.

Смертність від правця на мільйон осіб, 2012 року (св. жовте — 0…1, тем.червоне - 29…151).

Поліомієліт був дуже поширений в Україні в 1950-ті роки. До впровадження вакцини 1959 року, від хвороби щорічно ставали паралізованими або каліками та вмирали тисячі людей.
У жовтні 2021 року, в Україні засвідчено кілька випадків вакциноасоційованого поліомієліту (Довідка:
Вакциноасоційований паралітичний поліомієліт (ВАПП) є несприятливою подією після впливу від ОПВ (оральної поліомієлітної вакцини), що виготовляється з живих виснажених поліовірусів, які час-від-часу, можуть спричиняти рідкісні випадки паралітичного поліомієліту. Для прикладу, ІПВ (інактивована поліомієлітна вакцина) — єдина вакцина проти поліомієліту, яка використовується в Сполучених Штатах з 2000 року, не несе ризику ВАПП. Водночас, 2005 року здоровий, неімунізований молодик із Сполучених Штатів, заразився ВАПП у Центральній Америці, швидше за все, від немовляти в приймальній родині, яке нещодавно було щеплено оральною вакциною ОПВ). Недугу виявили в одному з селищ Рівненської області та Закарпатті. Спершу хворобу діагностували у 1,5-річної дитини (щеплена не була), згодом — ще у шести осіб. На місце було відправлено епідеміологів, які здійснили вивчення епідеміологічних обставин випадку.
В Україні, для прикладу, станом на 2021 рік (за 8 місяців), достатнім захистом від поліомієліту за допомогою щеплень було забезпечено 53 % дітей (дані з охоплення трьома дозами вакцини від поліо дітей віком до 1 року).
Надзвичайно низькі рівні охоплення вакцинацією від поліомієліту, МОЗ України зафіксувало тоді у таких областях: Херсонська — 40,7 %, Івано-Франківська — 42,2 %, Закарпатська — 43,1 %, Запорізька — 46,2 %, Харківська — 46,5 %, Одеська та Київська області — 47,5 %, Чернівецька та Львівська — по 48,5 %, у Рівненській — 48,9 %.
Станом на квітень 2023-го, Україна офіційно не подолала спалах вакциноасоційованого поліомієліту, тож як наголосили у МОЗ, впродовж літа буде тривати додаткова імунізація дітей з метою отримання вакцини дітьми до 1 вересня 2023 року.

### Кір
Докладніше: Кір

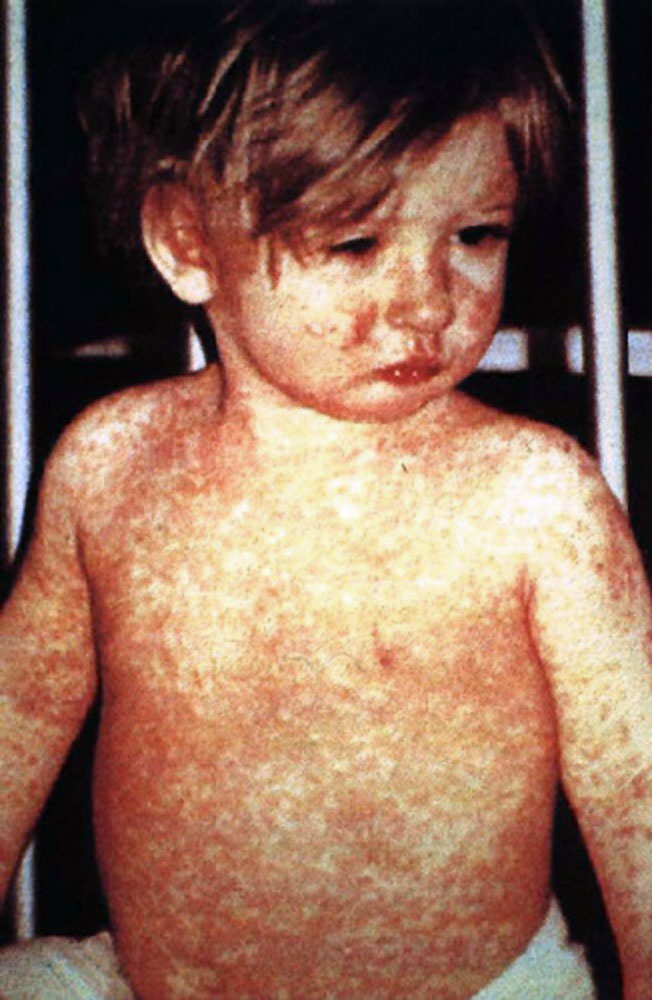
Висип властивий кору

Крім поліомієліту, ВООЗ також поставила за мету подолання кору в усьому світі. Станом на 2005 рік цього було досягнуто на континентах Америки та Австралії, а також у Скандинавії. Для прикладу, вакцинація проти кору рекомендована в Німеччині з 1973 року, і згодом там було досягнуто близько 90 % охоплення щепленнями серед школярів. Загальна захворюваність на кір 2004 року становила 0,15 випадків на 100 тис. населення (загалом засвідчено 121 випадок кору). Отже вперше, в усіх федеральних землях він був нижче порогу 1 на 100 000 мешканців. Проте, завжди виникають місцеві спалахи кору, які особливо вражають нещеплених дітей, наприклад, епідемії кору з важкими ускладненнями та смертельними випадками в Гессені, Баварії, Баден-Вюртембергу та Північному Рейні-Вестфалії в 2005—2008 роках. 2005 року, Інститут Роберта Коха повідомив про 780 випадків кору (0,95 випадків на 100 000 осіб), а до вересня 2006 року їх було вже 2242 (2,72 випадки на 100 000 мешканців). Однак завдяки високому охопленню вакцинацією ці спалахи здебільшого залишаються обмеженими місцем виникнення.
З 1999 року, наприклад, Швейцарію охопили три епідемії кору: 2003 року, з кінця 2006 року до літа 2009 року та 2011 року. Спалах кору в 2006—2011 роках був значним, коли було засвідчено 4371 випадок (55 випадків на 100 000 населення). Причиною такого спалаху, називали низьке охоплення вакцинацією.

Охоплення вакцинацією, 2010 рік.

У всьому світі кількість захворювань, про які повідомляє ВООЗ, знизилася з приблизно чотирьох мільйонів (13 відсотків охоплення імунізацією) 1980 року, до приблизно 500 000 випадків (80 % охоплення імунізацією) 2003 року та 139 300 випадків (85 % охоплення імунізацією) 2010 року. Але згодом, у світі стрімко зросла кількість випадків кору. 2018 року, від нього вже померло 140 тисяч людей, а захворіли — 9,7 млн осіб. Загалом, смертність від кору з 2016 по 2019 рік, в усьому світі зросла на 50 %, забравши понад 207 500 життів лише
2019 року. На думку ВООЗ, щоби стримувати кір та запобігти спалахам і смертям, показники охоплення вакцинацією необхідними вакцинами MCV1 і MCV2, повинні досягати 95 відсотків і підтримуватися на національному та субнаціональному рівнях. Покриття MCV1 у всьому світі не змінювалося вже більше десяти років і становило 84–85 відсотків. Охоплення MCV2 невпинно зростає, але станом на 2019, складало лише 71 відсоток. Рівень охоплення щепленням проти кору залишається значно нижчим за 95 відсотків, необхідних як для стримування кору, так і для вакцинації.

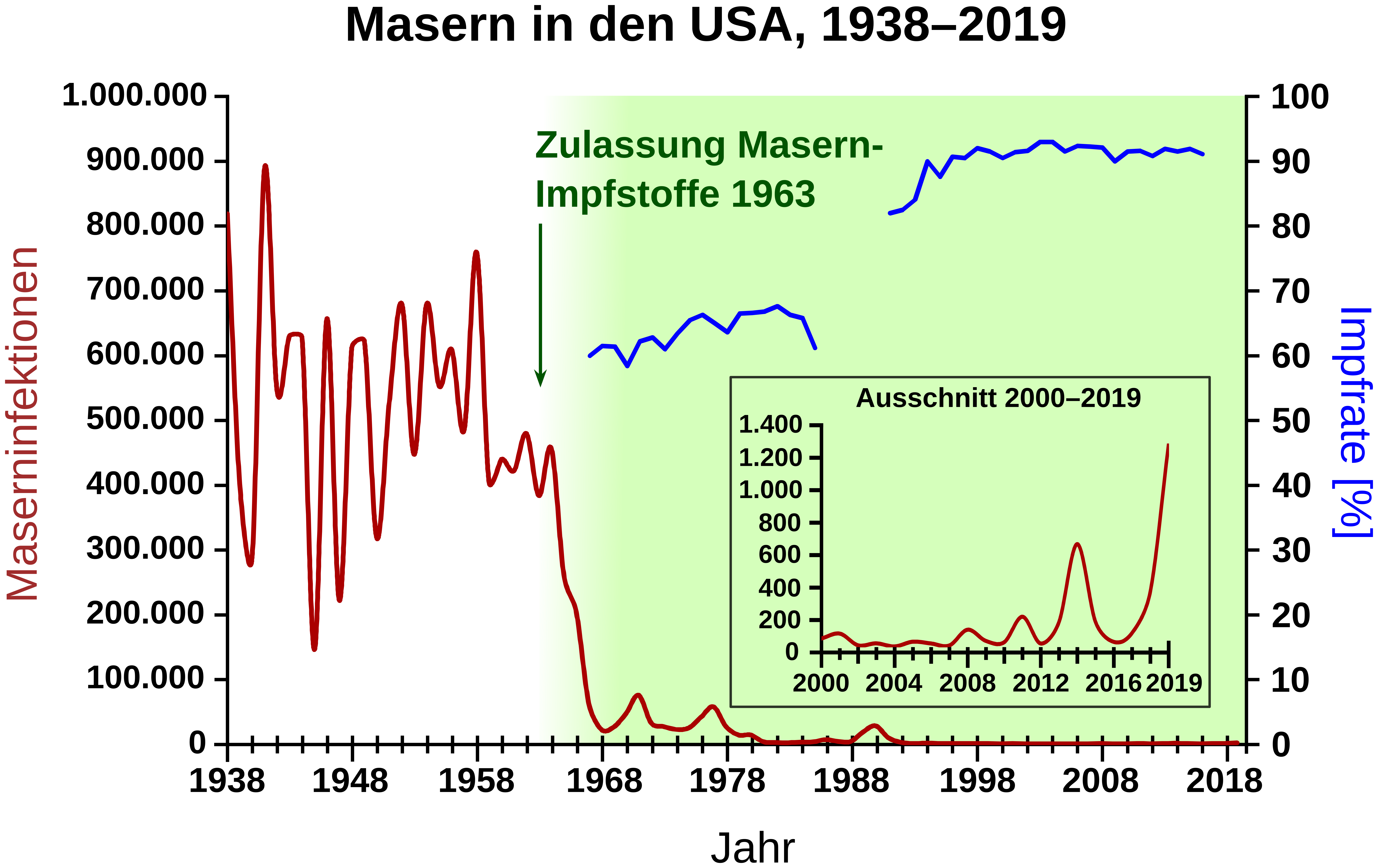
Зниження кількості випадків кору після впровадження вакцинації (набір даних США 1938—2019) і окремо — відносне збільшення між 2000 і 2019 роками

ВООЗ наголошує, що хоча кількість засвідчених випадків кору 2020 року зменшилася, термінові заходи для контролю над COVID-19, призвели до збоїв у вакцинації та звели нанівець зусилля щодо запобігання та зменшення спалахів кору. Станом на листопад, понад 94 мільйони людей ризикували втратити щеплення, через призупинення вживання заходів проти кору в 26 країнах. Багато з цих країн переживали постійні спалахи. З країн, у яких було відкладено заплановані вакцинацію на 2020 рік, лише вісім (Бразилія, Центральноафриканська Республіка, Демократична Республіка Конго, Ефіопія, Непал, Нігерія, Філіппіни та Сомалі) відновили щеплення проти кору, після початкових затримок.

#### Україна
Директор Інституту епідеміології та інфекційних хвороб ім. Л. В. Громашевського Вікторія Задорожна:
В довакцинальний період, в першій половині XX століття, від кору помирало дуже багато людей. Про наслідки цього захворювання знали чи не в кожній родині. Приміром, тоді в Україні від кору щорічно хворіло близько 500 тисяч дітей. Згодом, з початком загальної вакцинації у 60-х роках (1968) показники різко зменшилися, але кір нікуди не зник: щорічно близько 300 тисяч дітей продовжували хворіти.
Згодом, у 90-і роки у світі, зокрема в Україні, люди масово відмовлялися від щеплення, оскільки різких збільшень захворюваності, саме на кір, давно не було, тож утворилася прогалина у вакцинації.
Після спалаху хвороби 2006 року (захворіло 42 000 осіб), в Україну завезли 8 мільйонів доз індійської вакцини. Медики намітили зробити щеплення молоді віком 16-29 років. Утім, завезена ЮНІСЕФ-ом вакцина не пройшла реєстрацію, а відповідно і сертифікацію в Україні, тож згідно із законодавством, її

Смертність від кору на мільйон осіб 2012 року. Св. жовте - 0, тем. червоне - 74...850, сіре - нема даних.

не можна було використовувати, проте її вкололи 100 тисячам молодих людей з Донеччини. Смерть після вакцинації 17-річного школяра з Краматорська, спричинила недобрий розголос у тодішній вакцинальній кампанії. На додаток до цього, протягом 2014—2015 років у світі спостерігалася нестача вакцин.
Вчергове, в Україні спалах кору почався 2017 року. Відтоді (до кінця 2019-го) захворіли понад 115 тисяч українців, а 41 людина померла. Серед жертв — 25 дітей. Лише за 2018 рік засвідчено понад 54 тисяч випадків (приблизно 135 випадків на 100 000 населення) та 16 смертей, водночас, і 2019 року, ці показники залишилися на тривожно високому рівні, зазначали у ВООЗ. Станом на 6 листопада 2019 року в Україні було виявлено понад 58 тисяч випадків захворювання та 20 смертей.
Збої в щепленні, пов'язані з подальшою пандемією коронавірусу, посилення нерівності в доступі до вакцин і перерозподіл ресурсів від планової імунізації, залишили надто багато дітей без захисту від кору та інших хвороб, яким можна запобігти за допомогою вакцин. Ризик великих спалахів зріс, оскільки громади пом'якшували звички соціальної відстані, та інші заходи попередження COVID-19, запроваджені під час розпалу пандемії. Водночас, через розв'язану Російською Федерацією 2014 року війну проти України, переміщення з цієї причини мільйонів людей, нестачу чистої води та санітарії, а також перенаселеність в деяких місцях, збої в службі планової імунізації та згодом вимушену рівнобіжну вакцинацію проти COVID-19, підвищували ризик зриву щеплення, спалахи захворювань, яким можна було-б запобігти.
За повідомленням Центру громадського здоров'я МОЗ України, 2020 року від кору в Україні захворіло вже 245 людей (0.66 випадків на 100 000 населення), із них 19 — діти віком до року, а протягом 2022 року, в Україні засвідчено лише 11 випадків кору, тобто порівняно з 2021 роком, захворюваність на кір минулого року зменшилась на 5 випадків (за 2021 рік було виявлено 16 випадків кору). Відповідно до Національного календаря профілактичних щеплень, від кору дітей в Україні вакцинують в 1 рік, а в 6 років здійснюють планову ревакцинацію.

### Інші поточні програми вакцинації
У разі інших інфекційних захворювань, як-от дифтерія, правець, коклюш та інші, всесвітнє викорінення неможливе, але успіхи, досягнуті завдяки щепленню в багатьох країнах, дуже захопливі. Наприклад, з 2000 року в Німеччині не було засвідчено жодного випадку дифтерії. Станом на 2005 рік, 97 % дітей з наявною картою щеплень, відповідно були вакциновані проти дифтерії. Натомість лише близько 30 % дорослих мали захисну кількість антитіл, оскільки вони переважно не мали ревакцинації, яку слід робити кожні 10 років. Отже, незахищені підлітки та дорослі, виявилися бенефіціарами високого популяційного імунітету у дітей. Однак вони перебувають у групі ризику, якщо стикаються із завезеним випадком хвороби, чи коли вони співдіють з інфікованими людьми з епідемічних або ендемічних районів, та у разі подорожування до ендемічних районів.
Цікавий приклад — для боротьби з кашлюком, у старій частині Німеччини (ФРН) та в НДР, застосовувалися різні підходи. З 1974 по 1991 рік вакцинація у ФРН була рекомендована лише для дітей з особливо високим ризиком захворювання, через побоювання певної побічної дії вакцинації. Це призвело до дуже низького рівня щеплення (менше десяти відсотків) і відповідно високого рівня захворюваності немовлят і дітей. У НДР вакцинація проти кашлюку була запроваджена з 1964 року, і було досягнуто рівня вакцинації близько 90 %. Кашлюк був значною мірою усунений у маленьких дітей і школярів, а незахищені немовлята отримали користь від вакцинації своїх старших братів і сестер. Одразу після об'єднання Німеччини, в нових федеральних землях спостерігалося значне зниження рівня вакцинації та подальше зростання захворюваності, що можна показати продовженням виявлення кашлюку в нових федеральних землях: зростання на 0,2 випадків на 100 000 мешканців 1991 року, до 20,4 випадків на 100 тис. жителів 2000-го. Ні вакцинація, ні попередня перенесена хвороба на кашлюк, не забезпечують довічного захисту від повторного захворювання. Кашлюк небезпечний лише для маленьких дітей, для всіх інших він спричинює стрес і виснажує. Водночас, лікування також призводить до кількісного використання антибіотиків у постраждалих родинах, з ризиком розвитку резистентності населення. Цього можна було б уникнути, підвищивши імунітет від щеплень (станом на 2005 рік, це було 87 % у дітей). Спроба якнайбільше усунути цю хворобу, вимагала б постійної ревакцинації як підлітків, так і дорослих.
Тим часом, щеплення проти пневмококів, змогло показати свою дієвість на епідеміологічному рівні. Це різко зменшило кількість госпіталізацій з приводу пневмонії у дітей віком до двох років.

### Нові щеплення та розробки
Вакцини проти більшості типів ентеровірусів, проти гепатиту С, туберкульозу, сифілісу, гонореї, ВІЛ та малярії поки що недоступні. Однак кілька нових вакцин перебувають на шляху розробки, схвалення або вже на ринку.
З 2006 року в Європі та США схвалено дві вакцини проти ротавірусу людини, збудника важких діарейних захворювань у немовлят і дітей раннього віку. Навесні/влітку 2006 року Управління з харчових продуктів і медикаментів США, схвалило вакцину проти певних вірусів папіломи, які спричинюють рак шийки матки на додаток до гострокінцевих кондилом. Тож, ця вакцина, яка тим часом була схвалена також, наприклад в Німеччині та вже доступна в більшості європейських країн, є ще однією вакциною, поряд із вакциною проти вірусу гепатиту В, котра також слугує для попередження деяких видів раку. 2010 року, в США була схвалена терапевтична вакцина для лікування раку простати.
Навіть давні вакцини постійно вдосконалюються, заради підвищення їхньої чистоти і збільшення дієвості та рівня відповіді організму. Сьогодні багато вакцин більше не виробляються шляхом хімічної інактивації збудника, але за допомогою генетичної інженерії можна цілеспрямовано виробляти особливі імуногенні частини збудника. Завдяки цілеспрямованому відбору антигенів, імунна система пацієнта загалом піддається впливу меншої кількості антигенів, попри більшу кількість доступних вакцин. Також розробляються нові способи застосування, наприклад, назальне (крізь ніс) застосування нової вакцини проти грипу, має краще наслідувати природний шлях зараження. Імунізацію можна проводити ex vivo шляхом адоптивного перенесення клітин.
Проте, нові вакцини також є сприятливими, наприклад, проти Helicobacter pylori, основного збудника виразки шлунку і дванадцятипалої кишки, а також проти вірусу простого герпесу. Досліджуються різні вакцини проти малярії. Розробка вакцин проти ВІЛ, вірусу Епштейна — Барр, багатьох типів раку, різних діарейних захворювань та багатьох інших інфекційних захворювань, все ще перебувають на шляху клінічної розробки.

#### Україна
В Україні, на думку МОЗ, зокрема, є питання інфекційного контролю, дотримання певних протиепідемічних правил у закладах охорони здоров'я, зокрема антимікробна резистентність — залежить від правильного застосування антимікробних препаратів, тож вже зараз в Україні неможливо купити антибіотик без рецепта.
Друге — правець. В умовах війни, нівечень, поранень — правець може спричинити летальні випадки як серед військових, так і поміж цивільних. Отож важливо пам'ятати, що кожна доросла людина має пройти вакцинацію щонайменше раз на 10 років.
Третя проблема — гепатити. Це питання переважно стосується медичних працівників, які зараз працюють або на передовій, або в закладах невідкладної медичної допомоги. Щеплення проти гепатиту В доступне, і медики мають обов'язково вакцинуватися проти вірусного гепатиту В.
І останнє — це дифтерія. Дифтерія залишається доволі вузькою дитячою інфекцією. Спостерігаються поодинокі випадки дифтерії на теренах України і це також вакцинокерована інфекція. Не очікується і не передбачається, що будуть епідемічні спалахи саме дифтерії, але стосовно кожного випадку, зараз (2023) застосовуються найдієвіші заходи, щоб його обмежити на місці.
Також, як зазначив заступник міністра МОЗ України, треба усвідомлювати що COVID-19 залишається, та він і далі напевно, буде перебувати в популяції і спостерігатиметься у всьому світі. Тож, радше за все, восени варто очікувати чергового підйому захворюваності, мабуть, починаючи з жовтня-листопада. Передбачення стосовно грипу, будуть отримані не раніше червня, і тоді можна буде говорити, наскільки стане загрозливим епідемічний процес коронавірусної інфекції разом із грипом в епідсезоні 2023—2024 років. Станом на 30 квітня 2023 року, у всьому світі було введено понад 13,3 мільярда доз вакцини проти COVID-19.

## Імунізація мати— дитина
Тимчасовим способом пасивної імунізації, є імунізація матері та дитини, також це відомо як запозичений імунітет. Вагітні жінки, у яких виробився відповідний титр антитіл після інфекцій або щеплень, передають антитіла майбутній дитині через плаценту. Це певною мірою захищає протягом кількох тижнів або місяців після народження.
Матері, які годують груддю, забезпечують немовля секреторними антитілами (sIgA), які знижують ризик шлунково-кишкових захворювань. Однак вони не забезпечують захист від захворювань, яким можна запобігти за допомогою вакцин, як-от наприклад, кір.
Проте запозичений імунітет не сприяє захисту від усіх інфекційних захворювань. Вакцинація дітей, рекомендована Постійною комісією з вакцинації в ЄС, повинна проводитися досить рано, щоби не було прогалин у захисті від патогенів.

## Безпека
Див. також: Суперечки щодо вакцинації та Побічна дія вакцини

### Розробка та схвалення вакцини
Як і будь-які ліки чи процедури, жодна вакцина не може бути на 100 % безпечною чи дієвою для всіх, оскільки організм кожної людини може відповідати по-різному. Тоді як незначні побічні дії, як-от хворобливість або субфебрильна температура, є відносно поширеними, серйозні побічні дії дуже рідкісні та виникають приблизно в 1 з кожних 100 000 щеплень і, зазвичай стосуються алергічних реакцій, які можуть спричинити кропив'янку або утруднене дихання.
Однак вакцини є найбезпечнішими лікарськими засобами за всю історію, і кожна вакцина проходить суворі клінічні випробування, щоб переконатися в їх безпеці та ефективності, перш ніж отримати дозвіл, наприклад такими органами влади, як Управління з контролю за продуктами й ліками США (FDA).
Перед перевіркою на людях, вакцини тестують на клітинних культурах, а результати моделюють, щоб оцінити, як вони взаємодіятимуть з імунною системою. Під час наступного ступеня випробування, дослідники вивчають вакцини на тваринах, зокрема мишах, кроликах, морських свинках і мавпах. Вакцини, які пройшли кожен із цих етапів випробувань, потім схвалюються органом охорони здоров'я, для початку триступеневої серії випробувань на людях, переходячи до вищих етапів, лише якщо вони вважаються безпечними та дієвими на попередній стадії. Люди в цих випробуваннях беруть участь добровільно та повинні довести, що вони розуміють мету дослідження і ймовірні ризики для їхнього здоров'я.
Під час першого ступеня випробувань, вакцина перевіряється в групі приблизно з 20 осіб з основною метою оцінки безпеки вакцини. Ступінь II випробувань розширює дослідження, щоб охопити від 50 до кількох сотень людей. На цьому відрізку продовжується оцінка безпеки вакцини, а дослідники також збирають дані про ефективність та найбільш придатну дозу вакцини. Вакцини, визнані безпечними та дієвими, потім переходять до III ступеня випробувань, який зосереджується на дієвості вакцини на вже сотнях і тисячах добровольців. Ця фаза може тривати кілька років, і дослідники використовують цю можливість, щоби порівняти вакцинованих добровольців з тими, хто не був щеплений, щоби висвітлити будь-які справжні реакції на вакцину, котрі виникають.
Якщо вакцина проходить усі ступені перевірки, виробник може подати заявку на отримання ліцензії на вакцину через FDA (у США). Перш ніж FDA схвалить використання для широкої громадськості, вони докладно перевіряють підсумки клінічних випробувань, перевірку на безпеку, тестів на чистоту та методів виробництва та встановлюють, що сам виробник відповідає державним стандартам у багатьох інших сферах.
Після схвалення, уповноважений орган охорони здоров'я, продовжує стежити за виробничими протоколами, чистотою партії та самими виробничими потужностями. Водночас, більшість вакцин також проходять IV ступінь випробувань, коли перевіряють безпеку та дієвість вакцин у десятків тисяч людей або більше, протягом багатьох років.

### Побічні дії
Центри з контролю та профілактики захворювань (CDC) склали список вакцин та їхні можливі побічні дії. Ризик побічних ефектів варіюється від однієї вакцини до іншої, але нижче наведено приклади побічних ефектів і приблизну частоту їх виникнення з вакциною проти дифтерії, правця та безклітинного кашлюку (DTaP), загальною дитячою вакциною.
1976 року, в Сполучених Штатах масова програма вакцинації проти свинячого грипу була припинена після 362 випадків синдрому Гієна-Барре серед 45 мільйонів вакцинованих людей. Вільям Фоге з CDC підрахував, що захворюваність Гійєна-Барре, була в чотири рази вища серед вакцинованих людей, ніж у тих, хто не отримав вакцину від свинячого грипу.
Встановлено, що Dengvaxia, єдина схвалена вакцина проти гарячки денге, підвищує ризик госпіталізації з приводу неї в 1,58 рази для дітей віком до 9 років, що призвело до призупинення програми масової вакцинації на Філіппінах 2017 року.
Встановлено, що Pandemrix — вакцина проти пандемії H1N1 2009 року, яку отримали близько 31 мільйона людей — має вищий рівень побічних ефектів, ніж інші подібні вакцини, що призвело до судових позовів. У відповідь на звіти про нарколепсію після імунізації Pandemrix, CDC (США) провів популяційне дослідження та виявив, що щеплення від грипу H1N1, схвалені FDA 2009 року, не пов'язані з підвищеним ризиком неврологічного розладу.

## Щеплення тварин

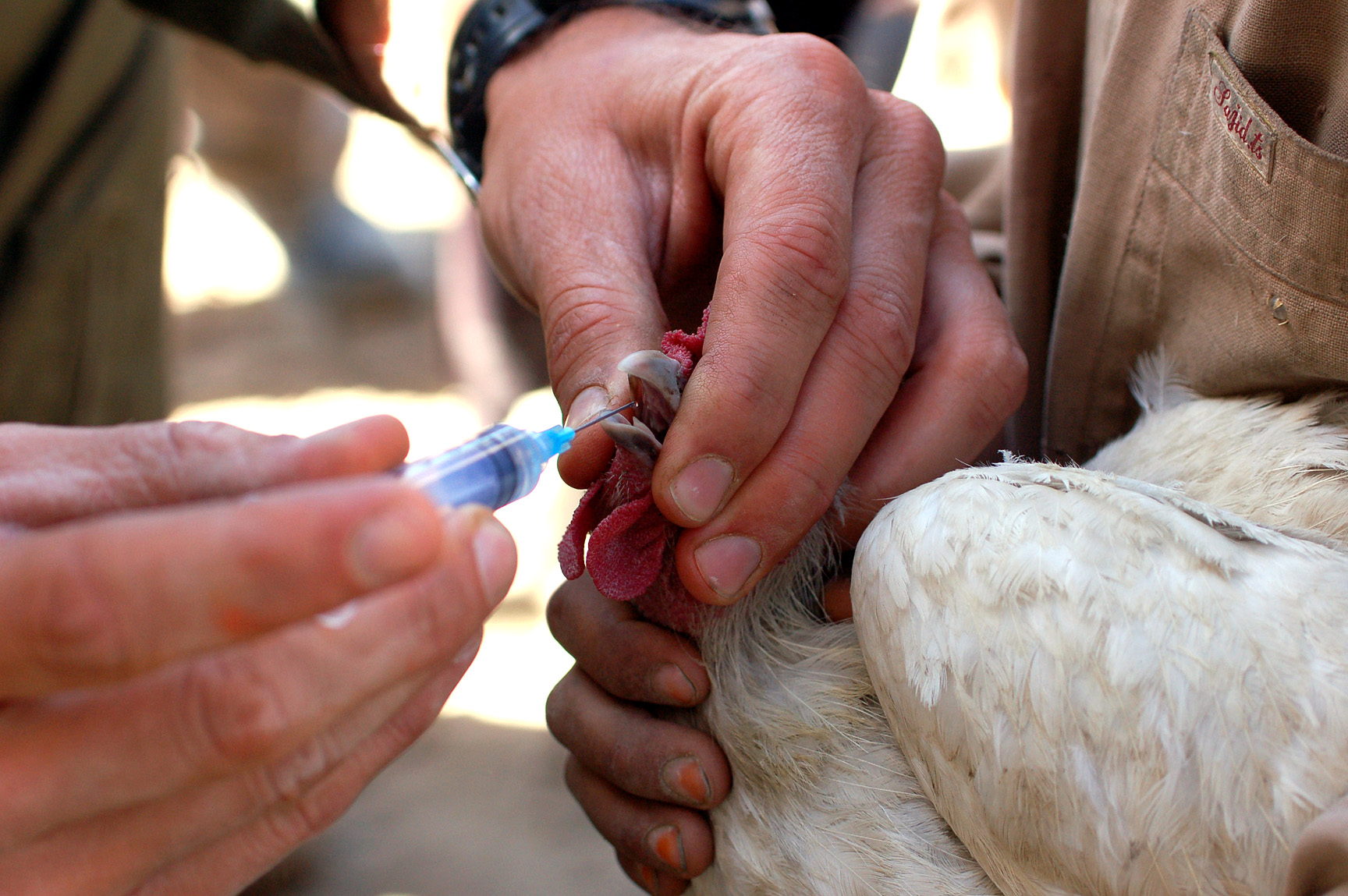
Пероральна вакцинація курей (Афганістан).

Згідно з поширеною думкою, багатьох домашніх тварин можна і потрібно вакцинувати. Узгоджені щеплення проводяться ветеринаром і заносяться в карту вакцинації, як і для людей. На відміну від щеплень у людей, більшість щеплень у тварин вводяться під шкіру (підшкірно) — зазвичай в області боків або в шию. Для прикладу, 2011 року обіг вакцин для тварин лише у Німеччині склав 191 мільйон євро, приблизно навпіл, від щеплення худоби та домашніх тварин.
Щеплення проти сказу та підтвердження в новому паспорті домашньої тварини ЄС, є обов'язковими за законом, майже в усіх європейських країнах для ввезення собак, котів і тхорів. Його потрібно повторювати відповідно до інструкцій виробника вакцини (від одного до трьох років), і остання вакцинація повинна відбутися принаймні за 30 днів, для більшості країн. Після зміни німецького розпорядження про вакцинацію проти сказу, щорічна ревакцинація більше не потрібна з 2006 року, якщо виробник вакцини вказує довший час дії.
Худобу, як-от свиней, велику рогату худобу або овець, також можна щепити проти різних хвороб. За словами виробників вакцин, це приводить до покращення продуктивності відгодівлі та вищих надоїв молока й водночас, зменшує використання антибіотиків.
Від певних хвороб тварин, вакцинація може бути призначена державою відповідно до Закону про хвороби тварин. Витрати на ці щеплення відшкодовуються фондами страхування від хвороб тварин, для деяких щеплень передбачено часткове відшкодування витрат на санітарну обробку стад.
Але інші профілактичні щеплення худобі заборонені. Натомість, передбачено знищувати хворих тварин. Запаси вакцин, є лише на випадок надзвичайної ситуації.
Профілактична вакцинація проти ящуру, була заборонена в Європі з 1991 року. Натомість, коли виникає ящур, усі парнокопитні тварини в ураженому стаді повинні бути забиті з дотриманням суворих заходів безпеки та утилізовані безпечно. Проте на острові Рімс створено банк вакцин для надзвичайних становищ. Заборона на вакцинацію від ящуру була здебільшого, політично вмотивована (м'ясо можна було експортувати, тощо) і викликала багато суперечок, оскільки лише 2001 року у Великій Британії було забито понад чотири мільйони тварин.

## Витрати та вигоди
Загалом вакцинація приносить чисту користь суспільству. Вакцини часто відомі своєю високою рентабельністю інвестицій (ROI), особливо з огляду на довгострокові наслідки. Деякі вакцини мають значно вищі значення ROI, ніж інші. Дослідження показали, що співвідношення користі від вакцинації до витрат на них, може суттєво відрізнятися — від 27:1 для дифтерії/кашлюку, до 13,5:1 щодо кору, 4,76:1 стосовно вітряної віспи та 0,68–1,1:1 для пневмококового кон'югату. Деякі уряди вирішують субсидувати витрати на вакцини через певну високу рентабельність інвестицій, яку приписують щепленням. Наприклад, Сполучені Штати субсидують більше половини всіх вакцин для дітей, кожна з яких коштує від 400 до 600 доларів. Хоча більшість дітей вакцинуються, доросле населення США все ще має нижчі рекомендовані рівні імунізації. До цього питання можна віднести багато чинників. Велика кількість дорослих, які мають інші захворювання, не можуть пройти безпечну імунізацію, тоді як інші вирішують не проходити щеплення заради приватних фінансових вигод. Значне число американців недостатньо застраховані (станом на 2019 рік 33,2 мільйона американців взагалі були незастрахованими), отже, змушені платити за вакцини з власної кишені. Інші несуть відповідальність за сплату високих страхових франшиз і доплат. Хоча вакцинація зазвичай, приносить довгострокові економічні вигоди, багатьом урядам важко сплатити високі короткострокові витрати, пов'язані з працею та виробництвом. Тож, значна кількість країн, нехтують наданням таких послуг.
Згідно з документом 2021 року, щеплення проти Haemophilus influenzae типу b, гепатиту B, вірусу папіломи людини, японського енцефаліту, кору, менінгококу серогрупи А, ротавірусу, краснухи, стрептококової пневмонії та жовтої гарячки запобігли приблизно 50 мільйонам смертей з 2000 по 2019 рік. Документ «надає найбільшу оцінку впливу вакцини до збоїв, пов'язаних з COVID-19». Згідно з дослідженням у червні 2022 року, щеплення від COVID-19 відвернули додаткові 14,4-19,8 мільйони смертей у 185 країнах і територіях з 8 грудня 2020 року по 8 грудня 2021 року.
Вони підрахували, що розробка принаймні однієї вакцини для кожного захворювання з них, коштуватиме від 2,8 до 3,7 мільярда доларів. Це слід порівняти з потенційною вартістю від спалаху хвороби. Наприклад, спалах SARS у Східній Азії 2003 року, обійшовся в 54 мільярди доларів.
Теорія ігор використовує функції корисності для моделювання витрат і вигод, які можуть охоплювати фінансові та нефінансові витрати і вигоди. Останніми роками стверджується, що теорію ігор можна діяльно застосовувати для моделювання сприйняття вакцин у суспільствах. Заради цього, дослідники використали теорію ігор, щоби дослідити рівень вакцинації стосовно таких захворювань, як грип і кір.

### Відео
- Валерій Івасюк: МОЗ відмовилось від такого поняття як профілактична медицина (Телеканал ZIK) [Архівовано 28 січня 2021 у Wayback Machine.] youtube, 2018, 2хв 49сек